# Qiao Ya
Qiao Ya (China, 10 de enero de 1977) es una gimnasta artística china, subcampeona mundial en 1995 en el concurso por equipos.

## 1995
En el Mundial celebrado en Sabae (Japón) gana la plata en el concurso por equipos, tras Rumania (oro) y delante de Estados Unidos (bronce), siendo sus compañeras de equipo: Mo Huilan, Mao Yanling, Meng Fei, Liya Ji, Liu Xuan y Ye Linlin.